# Championnat d'Uruguay de football 1946
Navigation
Édition précédente Édition suivante
La 44e édition du championnat d'Uruguay de football est remportée par le Club Nacional de Football. C’est le seizième titre de champion du club. Nacional l’emporte avec quatre points d’avance sur le Club Atlético Peñarol. River Plate Football Club complète le podium. 
Un système de promotion/relégation est en place : le dernier du championnat est automatiquement remplacé par le premier du championnat Intermedia, la deuxième division uruguayenne. Club Atlético Progreso, à peine monté dans l’élite, est relégué en deuxième division et est remplacé par Club Atlético Cerro.
Tous les clubs participant au championnat sont basés dans l’agglomération de Montevideo.
Atilio García (Nacional) termine, avec 21 buts en 18 matchs, meilleur buteur du championnat. Il récupère un titre, son huitième, abandonné une année.

## Les clubs de l'édition 1946
| \| Montevideo: · Defensor · Central · Wanderers · Nacional · Peñarol · Liverpool · Miramar · Club Atlético Progreso · River Plate · Rampla Juniors Montevideo \| Localisation des clubs engagés dans le championnat. |
| Montevideo: · Defensor · Central · Wanderers · Nacional · Peñarol · Liverpool · Miramar · Club Atlético Progreso · River Plate · Rampla Juniors Montevideo                                                           |

| Club                             | Stade | Capacité | Ville      |
| -------------------------------- | ----- | -------- | ---------- |
| Defensor Sporting Club           | -     | -        | Montevideo |
| Central Español Fútbol Club      | -     | -        | Montevideo |
| Liverpool Fútbol Club            | -     | -        | Montevideo |
| Club Sportivo Miramar            | -     | -        | Montevideo |
| Montevideo Wanderers Fútbol Club | -     | -        | Montevideo |
| Club Nacional de Football        | -     | -        | Montevideo |
| Club Atlético Peñarol            | -     | -        | Montevideo |
| Club Atlético Progreso           | -     | -        | Montevideo |
| Rampla Juniors Fútbol Club       | -     | -        | Montevideo |
| Club Atlético River Plate        | -     | -        | Montevideo |

## Compétition

### Classement
Le classement est établi sur le barème de points suivant : victoire à 2 points, match nul à 1, défaite à 0.
| Rang | Équipe                      | Pts | J  | G  | N | P  | Bp | Bc | Diff |
| ---- | --------------------------- | --- | -- | -- | - | -- | -- | -- | ---- |
| 1    | Club Nacional de Football   | 32  | 18 | 15 | 2 | 1  | 63 | 24 | +39  |
| 2    | Club Atlético Peñarol T     | 28  | 18 | 12 | 4 | 2  | 53 | 21 | +32  |
| 3    | Club Atlético River Plate   | 21  | 18 | 10 | 1 | 7  | 28 | 21 | +7   |
| 4    | Defensor Sporting Club      | 18  | 18 | 7  | 4 | 7  | 40 | 31 | +9   |
| 5    | Central Español Fútbol Club | 16  | 18 | 5  | 6 | 7  | 33 | 39 | -6   |
| 6    | Rampla Juniors Fútbol Club  | 16  | 18 | 6  | 4 | 8  | 24 | 37 | -13  |
| 7    | Club Sportivo Miramar       | 14  | 18 | 4  | 6 | 8  | 24 | 44 | -20  |
| 8    | Liverpool Fútbol Club       | 13  | 18 | 4  | 5 | 9  | 31 | 38 | -7   |
| 9    | Montevideo Wanderers        | 13  | 18 | 5  | 3 | 10 | 27 | 43 | -16  |
| 10   | Club Atlético Progreso      | 9   | 18 | 3  | 3 | 12 | 27 | 52 | -25  |

| Légende : Qualifications et relégations | Légende : Qualifications et relégations |
| --------------------------------------- | --------------------------------------- |
|                                         | Champion d’Uruguay                      |
|                                         | Relégué en deuxième division            |
|                                         | T : Tenant du titre P : Promus          |

## Bilan de la saison
| Championnat d'Uruguay de football 1946 |                                       |
| Champion                               | Club Nacional de Football (19e titre) |
| Promotions et relégations              |                                       |
| Promus en Primera División             | Club Atlético Cerro                   |
| Relégués en Intermedia                 | Club Atlético Progreso                |

## Statistiques

### Meilleur buteur
1. Atilio García (Club Nacional), 21 buts.